# Hanna Faulhaber
Hanna Faulhaber (Aspen, 4 de septiembre de 2004) es una deportista estadounidense que compite en esquí acrobático, especialista en la prueba de halfpipe.
Ganó una medalla de oro en el Campeonato Mundial de Esquí Acrobático de 2023, en el halfpipe. Adicionalmente, consiguió una medalla de bronce en los X Games de Invierno 2022.
Participó en los Juegos Olímpicos de Pekín 2022, ocupando el sexto lugar en su especialidad.

## Medallero internacional
| Campeonato Mundial | Campeonato Mundial  | Campeonato Mundial | Campeonato Mundial |
| Año                | Lugar               | Medalla            | Prueba             |
| ------------------ | ------------------- | ------------------ | ------------------ |
| 2023               | Bakuriani (Georgia) | Medalla de oro     | Halfpipe           |

| X Games de Invierno | X Games de Invierno    | X Games de Invierno | X Games de Invierno |
| Año                 | Lugar                  | Medalla             | Prueba              |
| ------------------- | ---------------------- | ------------------- | ------------------- |
| 2022                | Aspen (Estados Unidos) | Medalla de bronce   | Superpipe           |